# Lambertia multiflora
Lambertia multiflora är en tvåhjärtbladig växtart som beskrevs av John Lindley. Lambertia multiflora ingår i släktet Lambertia och familjen Proteaceae. Utöver nominatformen finns också underarten L. m. darlingensis.